# Phoebe lamponga
Phoebe lamponga är en lagerväxtart som beskrevs av Friedrich Anton Wilhelm Miquel. Phoebe lamponga ingår i släktet Phoebe och familjen lagerväxter. Inga underarter finns listade i Catalogue of Life.